# 2024년 포뮬러 2 챔피언십
2024 FIA 포뮬러 2 챔피언십은 국제 자동차 연맹이 인가한 포뮬러 2 차량으로 펼쳐진 자동차 경주로, 58번째 포뮬러 2 경주이며 FIA 포뮬러 2 챔피언십 이름으로 열린 8번째 챔피언십이다. 2024년 포뮬러 원 시즌의 서포트 레이스로 열린다. 동일 스펙 시리즈로 모든 팀이 달라라 F2 2024 차량으로 경주한다. 현재 드라이버와 팀 챔피언십 선두는 각각 아이작 하자르, 인빅타 레이싱이다.

## 참가
다음 팀과 선수들이 2024년 포뮬러 2 챔피언십에서 경주한다. 동일 스펙 시리즈로 모든 팀이 메카크롬의 V6 터보 엔진을 채용한 달라라 F2 2024 섀시를 사용하며, 피렐리의 타이어를 사용한다.
| 참가 팀                                | No. | 드라이버 이름          | 출전 라운드 |
| -------------------------------------- | --- | ---------------------- | ----------- |
| ART 그랑프리                           | 1   | 빅터 마틴스            | 1–11        |
| ART 그랑프리                           | 2   | 잭 오설리번            | 1–11        |
| 프레마 레이싱                          | 3   | 올리버 베어먼          | 1–11        |
| 프레마 레이싱                          | 4   | 안드레아 키미 안토넬리 | 1–11        |
| 로딘 모터스포츠                        | 5   | 제인 맬로니            | 1–11        |
| 로딘 모터스포츠                        | 6   | 미야타 리토모          | 1–11        |
| DAMS 루카스 오일                       | 7   | 잭 크로포드            | 1–11        |
| DAMS 루카스 오일                       | 8   | 후안 마누엘 코레아     | 1–11        |
| 인빅타 레이싱                          | 9   | 쿠쉬 마이니            | 1–11        |
| 인빅타 레이싱                          | 10  | 가브리엘 보톨레토      | 1–11        |
| MP 모터스포츠                          | 11  | 데니스 하우거          | 1–11        |
| MP 모터스포츠                          | 12  | 프랑코 콜라핀토        | 1–10        |
| MP 모터스포츠                          | 12  | 올리버 괴테            | 11          |
| 반 아메르스포르트 레이싱               | 14  | 엔초 피티팔디          | 1–11        |
| 반 아메르스포르트 레이싱               | 15  | 라파엘 빌라고메즈      | 1–11        |
| 하이테크 펄스에이트                    | 16  | 아머리 코딜            | 1–11        |
| 하이테크 펄스에이트                    | 17  | 폴 아론                | 1–11        |
| 캄포스 레이싱                          | 20  | 이작 하자르            | 1–11        |
| 캄포스 레이싱                          | 21  | 페페 마르티            | 1–11        |
| 트라이던트                             | 22  | 리차드 페르슈어        | 1–11        |
| 트라이던트                             | 23  | 로만 스타넥            | 1–11        |
| PHM AIX 레이싱 (1–3) AIX 레이싱 (4–11) | 24  | 조슈아 뒥센            | 1–11        |
| PHM AIX 레이싱 (1–3) AIX 레이싱 (4–11) | 25  | 테일러 버나드          | 1–10        |
| PHM AIX 레이싱 (1–3) AIX 레이싱 (4–11) | 25  | 닐스 쿨렌              | 11          |
| Source:                                |     |                        |             |

1. ↑  올리버 베어먼은 제다 라운드에 참가했으나 도중 스쿠데리아 페라리에 의해 포뮬러 원 사우디아라비아 그랑프리에 참가하게 되면서 결장했다.